# ۴۱۵ (قمری)
۴۱۵ (قمری)، چهارصد و پانزدهمین سال در گاهشماری هجری قمری است. اول محرم این سال برابر با بیست و یکم مارس سال ۱۰۲۴ میلادی است.